# Павел Візнер
Павел Візнер (чеськ. Pavel Vízner; нар. 15 липня 1970) — колишній чеський тенісист.
Найвищу одиночну позицію світового рейтингу — 435 місце досяг 23 серпня 1993, парну — 5 місце — 5 листопада 2007 року.
Здобув 16 парних титулів.
Завершив кар'єру 2009 року.

## Фінали турнірів Великого шолома

### Парний розряд:1 поразка
| Результат | Рік  | Турнір                      | Покриття | Партнер   | Суперники                  | Рахунок  |
| --------- | ---- | --------------------------- | -------- | --------- | -------------------------- | -------- |
| Поразка   | 2001 | Відкритий чемпіонат Франції | Ґрунт    | Петр Пала | Магеш Бгупаті Леандер Паес | 6–7, 3–6 |

## Фінали
| Легенда                       |
| Великий шлем (0)              |
| Tennis Masters Cup (0)        |
| Серія Мастерс ATP (1)         |
| Серія ATP Інтернешнл Ґолд (3) |
| Тур ATP (12)                  |

### Парний розряд (16 перемог)
| Ранг | Дата            | Турнір                             | Покриття  | Партнер               | Суперники                               | Рахунок                   |
| 1.   | 20 травня 1996  | Санкт-Пелтен                       | Ґрунт     | Ктіслав Доседель      | Девід Адамс Менно Остінг                | 6–7, 6–4, 6–3             |
| 2.   | 10 червня 1996  | Rosmalen Grass Court Championships | Трава     | Пол Кілдеррі          | Андерс Яррід Марк Ноулз (тенісист)      | 7–5, 6–3                  |
| 3.   | 8 липня 1996    | Гштад                              | Ґрунт     | Їржі Новак (тенісист) | Тревор Кронеманн Девід Макферсон        | 4–6, 7–6, 7–6             |
| 4.   | 24 лютого 2003  | Копенгаген                         | Тверде    | Томаш Цибулець        | Юліан Ноул Міхаель Кольманн             | 7–5, 5–7, 6–2             |
| 5.   | 14 липня 2003   | Штутгарт                           | Ґрунт     | Томаш Цибулець        | Євген Кафельников Кевін Ульєтт          | 3–6, 6–3, 6–4             |
| 6.   | 9 лютого 2004   | Мілан                              | Килим (i) | Джаред Палмер         | Даніеле Браччалі Джорджо Галімберті     | 6–4, 6–4                  |
| 7.   | 27 вересня 2004 | Шанхай                             | Тверде    | Джаред Палмер         | Рік Ліч Браян Макфі                     | 4–6, 7–6(7–4), 7–6(13–11) |
| 8.   | 4 жовтня 2004   | Токіо                              | Тверде    | Джаред Палмер         | Їржі Новак (тенісист) Петр Пала         | 5–1, знялася              |
| 9.   | 13 червня 2005  | Rosmalen Grass Court Championships | Трава     | Цирил Сук             | Леош Фридль Петр Пала                   | 6–3, 6–4                  |
| 10.  | 20 лютого 2006  | Коста-ду-Сауїпе                    | Ґрунт     | Лукаш Длоуги          | Маріуш Фирстенберг Марцін Матковський   | 6–1, 4–6, [10–3]          |
| 11.  | 1 травня 2006   | Estoril Open                       | Ґрунт     | Лукаш Длоуги          | Леош Фридль Лукас Арнольд Кер           | 6–3, 6–1                  |
| 12.  | 9 жовтня 2006   | Відень                             | Тверде    | Петр Пала             | Юліан Ноул Юрген Мельцер                | 6–4, 3–6, [12–10]         |
| 13.  | 12 лютого 2007  | Коста-ду-Сауїпе                    | Ґрунт     | Лукаш Длоуги          | Альберт Монтаньєс Рубен Рамірес Ідальго | 6–2, 7–6(7–4)             |
| 14.  | 9 липня 2007    | Гштад                              | Ґрунт     | Франтішек Чермак      | Марк Жікель Флоран Серра                | 7–5, 5–7, [10–7]          |
| 15.  | 5 серпня 2007   | Мастерс Канада                     | Тверде    | Магеш Бгупаті         | Пол Генлі Кевін Ульєтт                  | 6–4, 6–4                  |
| 16.  | 17 лютого 2008  | Марсель                            | Тверде    | Мартін Дамм           | Їв Аллегро Джефф Кутзе                  | 7–6(7–0), 7–5             |

## Досягнення в парному розряді
| W | Ф | ПФ | ЧФ | #Р | КТ | К# | DNQ | A | NH |

| Турнір                                 | 1990 | 1991 | 1992 | 1993 | 1994 | 1995 | 1996 | 1997 | 1998 | 1999 | 2000 | 2001 | 2002 | 2003 | 2004 | 2005 | 2006 | 2007 | Career SR |
| -------------------------------------- | ---- | ---- | ---- | ---- | ---- | ---- | ---- | ---- | ---- | ---- | ---- | ---- | ---- | ---- | ---- | ---- | ---- | ---- | --------- |
| Відкритий чемпіонат Австралії з тенісу |      |      |      |      |      |      |      | 1р   |      | 3р   | 1р   | 2р   | 3р   | 1р   | 1р   | 2р   | 2р   | 2р   | 0 / 10    |
| Відкритий чемпіонат Франції з тенісу   |      |      |      |      |      |      | 2р   | 1р   | 1р   | 1р   | 2р   | Ф    | 1р   | 3р   | 2р   | 2р   | ПФ   | Ф    | 0 / 11    |
| Вімблдонський турнір                   |      |      |      |      |      |      | 3р   | ПФ   | 2р   | 2р   | 2р   | ЧФ   | 1р   | 1р   | 3р   | 3р   | ЧФ   | ЧФ   | 0 / 11    |
| Відкритий чемпіонат США з тенісу       |      |      |      |      |      |      | 1р   |      | 1р   | 1р   | 1р   | 3р   | 2р   | 2р   | 3р   | ЧФ   | 2р   | Ф    | 0 / 11    |
| Рейтинг на кінець року                 | 408  | 426  | 643  | 247  | 208  | 141  | 28   | 50   | 60   | 76   | 59   | 17   | 34   | 27   | 20   | 27   | 15   | 5    | N / A     |